# Stormquest
Stormquest (tytuł hiszp. El ojo de la tormenta) – argentyńsko-amerykański film fabularny (akcja/fantasy) z 1987 roku. Powstał w reżyserii Alejandro Sessy (w czołówce uwzględnionego pod nazwiskiem Alex Sessa), nakręcony na podstawie jego własnego pomysłu w lasach Argentyny.
Większość członków ekipy realizacyjnej (wykluczając jedynie scenarzystę, Charlesa Saundersa, i producenta, Héctora Oliverę) – nie wierząc w sukces filmu – ukryła się pod pseudonimami. Przeczucie filmowców sprawdziło się, bowiem Stormquest poniósł klapę komercyjną.

## Opis fabuły
W społeczeństwie rządzonym przez kobiety – prymitywnym Królestwie Zimbia – mężczyźni żyją wyłącznie, by płodzić dzieci, a jego członkinie nie mają prawa bratać się z niewolnikami. Dwie przedstawicielki płci żeńskiej sprzeciwiają się jednak systemowi, jako jedyne wierząc, że takowe traktowanie mężczyzn jest złe. Buntowniczki zbiegają z Zimbii i jednoczą siły z zamieszkałymi w sąsiedniej osadzie wojownikami, by pokonać Królestwo. Jeden z bohaterów, Zar, uprowadzony i zniewolony przez żeńskie wojska Królowej, ze zdumieniem odkrywa, iż owa władczyni jest w istocie transgenderycznym mężczyzną.

## Obsada
- Brent Huff – Zar
- Kai Baker – Ara
- Mónica Gonzaga – Tani
- Rocky Giordani – Sulan
- Linda Lutz – Królowa
- Roxana Randon	– kapitan Ishtar